# Brevipalpus bicolpus
Brevipalpus bicolpus är en spindeldjursart som beskrevs av Pritchard och Baker 1958. Brevipalpus bicolpus ingår i släktet Brevipalpus och familjen Tenuipalpidae. Inga underarter finns listade.